# Utricularia delphinioides
Utricularia delphinioides är en tätörtsväxtart som beskrevs av Thorel och François Pellegrin. Utricularia delphinioides ingår i släktet bläddror, och familjen tätörtsväxter. Inga underarter finns listade i Catalogue of Life.